# Río Argos
El río Argos es un afluente del río Segura por su margen derecha. Dispone de un embalse del mismo nombre que forma parte de un espacio protegido ZEPA. Su recorrido transcurre totalmente dentro de los límites de la Región de Murcia.

## Características
El río Argos o Argós nace en el término municipal de Caravaca de la Cruz, cuya capital se encuentra enclavada en su valle, continúa por el término de Cehegín, pasa por Valentín y desemboca en el río Segura en el término de Calasparra. Cerca de Valentín se encuentra el embalse del Argos. 
En su formación recibe aguas de las ramblas de los Calderones, de las Buitreras, de Parriel, de la Higuera y poco después de la de Béjar, es decir, recoge las aguas de la vertiente sur de las sierras del Gavilán y de Villafuerte. A continuación pasa por Archivel, donde se encuentran diversos molinos antiguos sobre su cauce, y por las proximidades de la ciudad de Caravaca. 
Bordea el casco urbano de Cehegín y sigue transcurriendo por una rica vega, donde predominan los cultivos de hortalizas, verduras y frutales, y aguas abajo, lindando ya con el término municipal de Calasparra, se remansa en el embalse del Argos, continuando hacia la parte sur del núcleo urbano de esta localidad, desembocando en el río Segura antes del Cañón de Almadenes.
Durante todo el recorrido su agua es utilizada para riego, lo que aporta feracidad a su vega, canalizándose por canales y acequias. Aparte del mencionado embalse del Argos, también se encuentran otros embalses de menor capacidad, entre ellos, la Hoya del Nano o la Hoya Redonda, con la finalidad de almacenar agua para regadío.

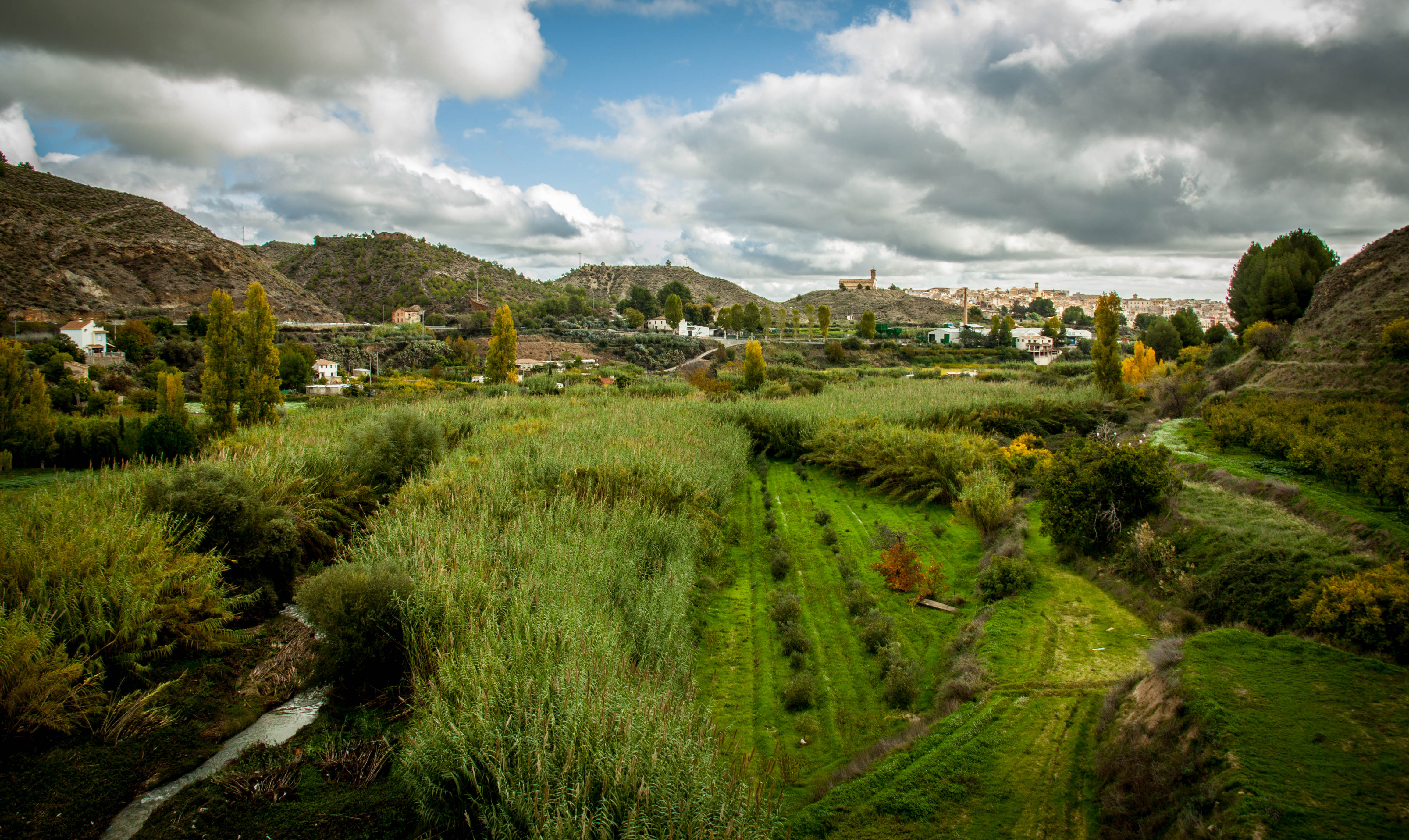
La vega del río Argos, con todo tipo de cultivos y la ciudad de Cehegín al fondo

## El embalse del Argos
Situado entre la Sierra de la Puerta y el cabezo de Juan González dispone de una capacidad de embalse de 8 hm³, ocupando una superficie de 136 hectáreas. Se comenzó a utilizar en 1974 tras un largo proceso de construcción en el marco de la regulación de avenidas del río Segura y sus afluentes y como garantía para los cultivos de la zona. Los campos directamente beneficiados corresponden a Cehegín y Calasparra. Los terrenos utilizados para el embalse corresponden a los municipios de Calasparra y Cehegín, aunque la presa se encuentra en la pedanía ceheginera de Campillo de los Jiménez.
Se encuentra dentro de la zona ZEPA denominada Sierra del Molino, Embalse del Quípar y Llanos del Cagitán. La flora que puede encontrarse consiste en pinos carrascos, tarayales, chopos y sauces, asimismo existe esparto, madreselvas, zarzamoras y espino blanco. Respecto a las aves pueden ser de tipo acuático y subacuático, como garcilla bueyera, martinete, garceta común y garza real. Entre los peces destacan los barbos y las carpas.

## Historia
A lo largo de su recorrido se han encontrado vestigios de pueblos ibéricos y argáricos. De este modo se encuentra integrado en la historia de la comarca del noroeste.
Aparece descrito en el segundo volumen del Diccionario geográfico-estadístico-histórico de España y sus posesiones de Ultramar de Pascual Madoz con las siguientes palabras:

ARGOS, (vulgo Chopea y tambien Moratalla): r. en la prov. de Murcia, part. jud. de Caravaca: tiene su origen en el sitio llamado las Ramblas de las Buitreras, á 1 hora escasa de la v. de Archivel, de varias fuentes que nacen en las mismas ramblas y del arroyo llamado Rambla de la Higuera: lleva su curso por ellas y por los sitios de las Hoyicas y la Chopea, aqui entra en la jurisd. de Caravaca atravesando toda su huerta por la parte del S., y cruza los térm. de Cehegin y Calasparra, uniéndose en este punto con el r. Segura. Lleva de ordinario poca agua, á veces queda seco por tomarla para regar la huerta de Caravaca, y otras cuando llueve no se puede vadear, causando en ocasiones graves daños en las tierras, tomas, estacadas y acequias.
(Madoz, 1845, p. 349)